# ما الفن؟ (كتاب)

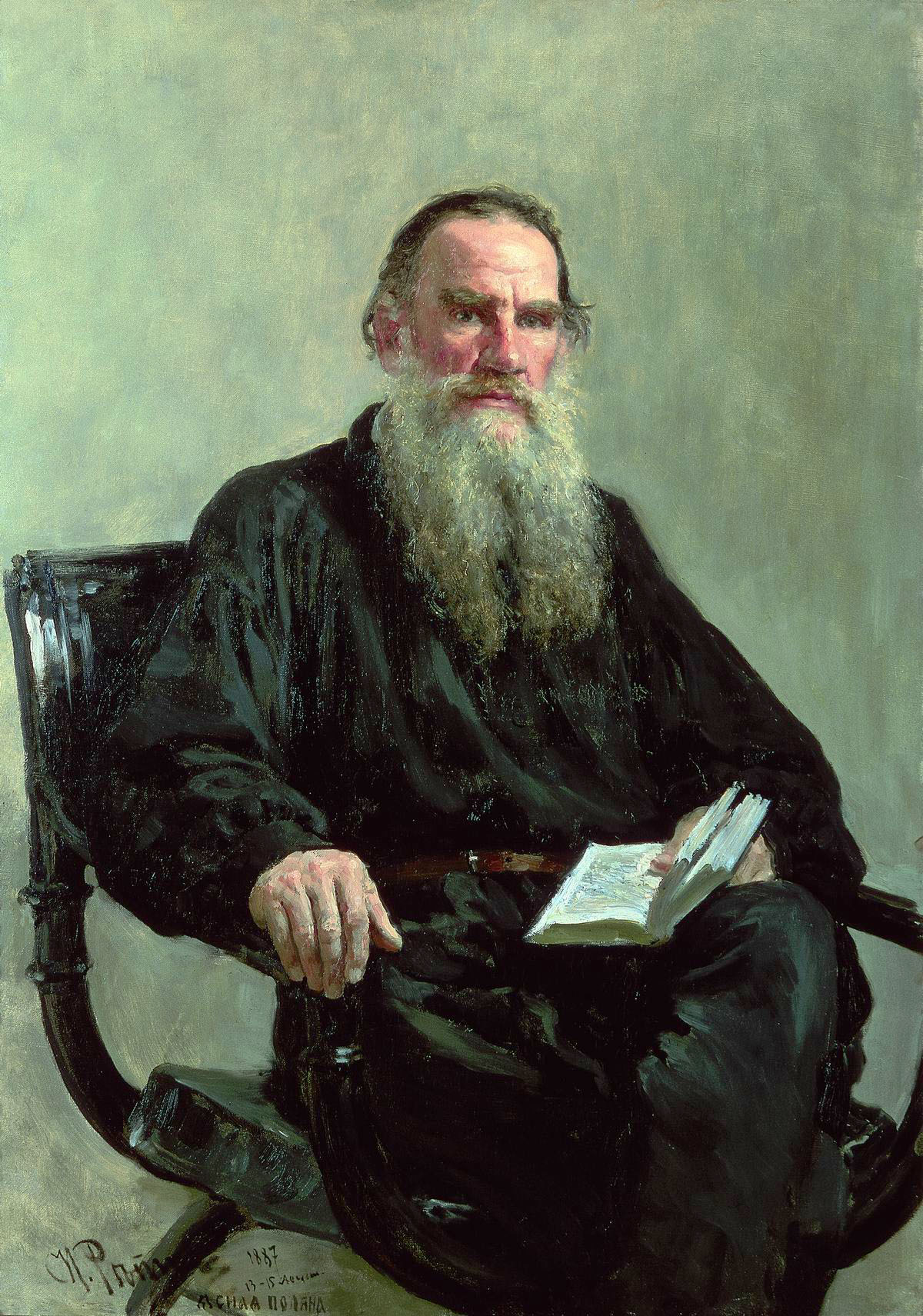
ليو تولستوي

ما الفن؟ هو كتاب للمؤلف ليو تولستوي، نشر باللغة الروسية عام 1897 ولكنه نُشِر للمرة الأولى بالإنجليزية بسبب صعوبات واجهها الكاتب مع الرقابة الروسية.
يشير تولستوي إلى الوقت، والجهد، وموارد الدولة، واحترام العامَّة الموجَّه للفن والفنانين وأيضًا يشير إلى عدم دقة الآراء العامة حول الفن  وبأنها أسباب تأليفه لذلك الكتاب. كتب تولستوي، «يَصعُب تحديد ما يعنيه الفن، وخاصة ما الفن الجيد والهادف، والفن الذي نقبل في سبيله القيام بتلك التضحيات وتقديمها في مِحرابه».
ويُظهِر تولستوي في جميع أنحاء الكتاب "أخلاقًا متواصلة"، مع تقييم الأعمال الفنية في ضوء أخلاقياته مسيحية راديكالية، وإظهار الرغبة في رفض الأساتذة المقبولين، بما في ذلك فاغنر، شكسبير، و دانتي، بالإضافة إلى الجزء الأكبر من كتاباته.
بعد أن رفض استخدام الجمال في تعريفات الفن (انظر علم الجمال)، تصور تولستوي الفن على أنه أي شيء ينقل المشاعر: “يبدأ الفن عندما يدعو الشخص، بهدف إيصال شعور كان قد اختبره إلى الآخرين، ويعيدها مرة أخرى داخل نفسه ويعبر عنها بعلامات خارجية معينة.
هذه النظرة للفن شاملة: يمكن اعتبار "النكات" و"ديكور المنزل" و"خدمات الكنيسة" فنًا طالما أنها تنقل المشاعر. وهو أيضًا غير أخلاقي:
"المشاعر ... سيئة جدًا وجيدة جدًا، فقط لو أنها تصيب القارئ ... تشكل موضوع الفن" .
ويشير تولستوي أيضًا إلى أن "صدق" الفنان هو أي مدى "تجربة الفنان للمشاعر التي ينقلها" ويؤثر على العدوى.

## تقييم محتوى الفن
في حين أن مفهوم تولستوي الأساسي للفن واسع وغير أخلاقي، إلا أن فكرته عن الفن "الجيد" صارمة وأخلاقية، وهي مبنية على وظيفة الفن في تطوير الفن الإنساني كما يراها:
تمامًا كما هو الحال في تطور المعرفة، أي التخلص من المعرفة الخاطئة وغير الضرورية واستبدالها بمعرفة أكثر صدقًا وأكثر ضرورة، فإن تطور المشاعر يحدث عن طريق الفن ليحل محل المشاعر الدنيا، والأقل لطفًا. وأقل حاجة من أجل خير الإنسانية هو من خلال المشاعر الطيبة، وأكثر حاجة من أجل هذا الخير. وهذا هو الغرض من الفن.>

## الفن المسيحي
يتأثر تحليل تولستوي بآرائه المسيحية المتطرفة، وهي الآراء التي أدت إلى حرمانه من الكنيسة الأرثوذكسية الروسية في عام 1901. حيث يذكر أن الفن المسيحي متجذر في "وعي البنوة لله وأخوة الرجال":
يمكن أن يثير احترامَ كرامة كل إنسان وحياة كل حيوان، ويمكن أن يثير العار الذي يحيق بالترف والعنف والانتقام واستخدام الأشياء الممتعة للشخص التي يحتاجها أشخاص آخرون، يمكن أن يجعل الناس يضحون بأنفسهم لخدمة الآخرين بحرّية وفرح دون أن يلحظوا ذلك.
في النهاية، "من خلال استدعاء مشاعر الأخوّة والحب لدى الناس في ظل ظروف خيالية، سوف يُعوّد الفن الديني الناس على تجربة نفس المشاعر في الواقع في ظل نفس الظروف".
أمثلة تولستوي: رواية شيلر اللصوص، ورواية فيكتور هوغو البؤساء، ورواية تشارلز ديكنز قصة مدينتين و الدقات، وروايةهارييت بيتشر ستو كوخ العم توم، ورواية دوستويفسكي بيت الموتى، ورواية جورج إليوت آدم بيد، أما التوقيع على حكم الإعدام، ولوحات "تصور الرجل العامل باحترام والحب" فهي مثل التي كتبها ميليت، وبريتون، وليرميت، وديفريجر.

## الفن العالمي
يوضح الفن "العالمي" أن الناس "متحدون بالفعل في وحدة أفراح وأحزان الحياة" من خلال إيصال "أبسط المشاعر اليومية، والتي يمكن لجميع الناس الوصول إليها دون استثناء، مثل مشاعر الفرح، والحنان، والبهجة، والسكينة، وما إلى ذلك". ويقارن تولستوي هذا المثل الأعلى بالفن الحزبي بطبيعته، سواء كان ذلك حسب الطبقة أو الدين أو الأمة أو الأسلوب.
أمثلة تولستوي: يذكر، مع العديد من التوصيفات، أعمال سرفانتس، وديكنز، وموليير، وجوجول، وبوشكين، مقارنًا كل هذا بشكل سلبي بـ قصة "يوسف".
وفي الموسيقى يشيد بأغنية الكمان باخ، و"الموسيقى الليلية الرئيسية المسطحة" لشوبان، و"مقاطع مختارة" من شوبرت، وهايدن، شوبان، وموزارت. كما يتحدث بإيجاز عن لوحات النوع والمناظر الطبيعية.

## الغموض مقابل إمكانية الوصول
يلاحظ تولستوي قابلية معاصريه لـ "سحر الغموض".  حيث أصبحت الأعمال محملة "بالتعبيرات الملطفة والتلميحات الأسطورية والتاريخية"، و"الغموض وعدم إمكانية الوصول إلى الجماهير". وينتقد تولستوي مثل هذه الأعمال، مع الإصرار على أن الفن يمكن ويجب أن يكون مفهومًا للجميع. وبعد أن أكد على أن الفن له وظيفة في تحسين الإنسانية، فهو قادر على التعبير عن أفضل مشاعر الإنسان، فإنه يجد أنه من المهين أن يكون الفنانون غامضين إلى هذا الحد عمدًا.

## الاصطناعية
أحد الانتقادات التي وجهها تولستوي ضد الفن هو أنه في مرحلة ما "توقف عن أن يكون صادقًا وأصبح مصطنعًا ودماغيًا"، مما أدى إلى إنشاء ملايين الأعمال ذات الذكاء الفني ولكن القليل من المشاعر المشرفة. كما ويحدد تولستوي أربع علامات مشتركة للفن السيئ: ومع ذلك، لا تعتبر هذه المؤشرات الأساسية أو النهائية
1. الاقتراض
2. تقليد
3. الفعالية
4. التحويل[28]

### الاقتراض
تتضمن إعادة تدوير وتركيز عناصر من أعمال أخرى، والأمثلة النموذجية لها هي: "العذارى، والمحاربون، والرعاة، والنساك، والشياطين بجميع أشكالها، وضوء القمر، والعواصف الرعدية، والجبال، والبحر، والمنحدرات، والزهور، والشعر الطويل، والأسود، والحمل، والحمامة، والعندليب".

### تقليد
التقليد هو واقعية وصفية للغاية، حيث يصبح الرسم تصويرًا فوتوغرافيًا، أو يصبح مشهد في كتاب قائم بتعبيرات الوجه، ونبرة الصوت، والإعداد، وما إلى ذلك. أي تواصل محتمل للمشاعر "يتعطل بسبب كثرة التفاصيل".

### الفعالية
الاعتماد على "لفت النظر"، والذي غالبًا ما يتضمن تناقضات بين "الفظيع والعطاء، والجميل والقبيح، والعالي والناعم، والداكن والخفيف"، وأوصاف الشهوة، "تصعيد وتعقيد"، وتغييرات غير متوقعة في الإيقاع وما إلى ذلك. ويؤكد تولستوي أن الأعمال التي تتميز بمثل هذه التقنيات "لا تنقل أي شعور، ولكنها تؤثر فقط على الأعصاب".

### التحويل
التحويل هو "اهتمام فكري يضاف إلى العمل الفني"، مثل مزج الأفلام الوثائقية والخيالية، وكذلك كتابة الروايات والشعر والموسيقى "بطريقة تجعلهم محيرين". كل هذه الأعمال لا تتوافق مع وجهة نظر تولستوي للفن باعتباره عدو للآخرين بمشاعر سبق لهم تجربتها، وحث على أن يكون الفن "عالميًا" في جاذبيته.

## أسباب فساد الفن

### الكنيسة المسيحية وعصر النهضة
يوافق تولستوي على الفن المسيحي المبكر لأنه مستوحى من حب المسيح والإنسان، فضلاً عن عداءه للبحث عن المتعة. كما أنه يفضل هذا على الفن المولود من "مسيحية الكنيسة"، والذي يتهرب ظاهريًا من "الطروحات الأساسية للمسيحية الحقيقية" (أي أن جميع الناس ولدوا من الآب، وهم متساوون، ويجب أن يسعوا نحو الحب المتبادل). فأصبح الفن وثنيًا لعبادة الشخصيات الدينية وخاضعًا لإملاءات الكنيسة.
ولقد تعمق فساد الفن بعد الحروب الصليبية، حيث أصبح إساءة استخدام السلطة البابوية أكثر وضوحًا. حيث بدأ الأغنياء في الشك، ورأوا التناقضات بين تصرفات الكنيسة ورسالة المسيحية. ولكن بدلًا من العودة إلى التعاليم المسيحية المبكرة، بدأت الطبقات العليا في تقدير الفن الذي كان مجرد سرور وتكليف به. حيث سهل هذا الاتجاه من خلال عصر النهضة، ومع توسيع الفن والفلسفة والثقافة اليونانية القديمة التي، كما يزعم تولستوي بها، حيث تميل إلى عبادة المتعة والجمال.

### النظرية الجمالية
يدرك تولستوي جذور الجماليات في عصر النهضة. حيث تحقق من صحة الفن من أجل المتعة بالإشارة إلى فلسفة اليونانيين وإعلاء "الجمال" كمعيار شرعي للفصل بين الفن الجيد والسيئ.
ويتحرك تولستوي لتشويه سمعة علم الجمال من خلال مراجعة النظريات السابقة وتقليلها بما في ذلك نظريات بومغارتن، كانط، هيجل، و شوبنهاور وإلى "تعريفين جماليين رئيسيين للجمال":
1. التعريف "الموضوعي" أو "الصوفي" للجمال[45] حيث الجمال هو "شيء مثالي تمامًا موجود خارجنا"،[46] ولكن هل يرتبط بـ "الفكرة، والروح، والإرادة"[45]
2. التعريف "الذاتي" للجمال، حيث "الجمال هو متعة معينة نختبرها، وليس هدفها تحقيق ميزة شخصية".[45] ويميل هذا التعريف إلى أن يكون أكثر شمولاً، مما يتيح أشياء مثل الطعام والقماش ويمكن تسميتها بالفن[45]

حيث يجادل تولستوي بأنه على الرغم من الاختلاف الواضح بينهما، إلا أن هناك اختلافًا جوهريًا ضئيلًا بين المسارين. وذلك لأن كلا المدرستين تعترفان بالجمال فقط من خلال المتعة التي يمنحها: "كلتا فكرتي الجمال ترجعان إلى نوع معين من المتعة التي نتلقاها، وهذا يعني أننا ندرك الجمال الذي يرضينا دون إيقاظ شهوتنا". لذلك، لا يوجد تعريف موضوعي للفن في علم الجمال.
ويدين تولستوي التركيز على الجمال أو المتعة بشكل مطول، واصفًا علم الجمال بأنه نظام:
بموجبه طمس الفرق بين الفن الجيد، والذي ينقل المشاعر الطيبة، والفن السيئ، والذي ينقل المشاعر الشريرة، وأحد أدنى مظاهر الفن، والفن لمجرد المتعة والذي حذر منه جميع معلمي البشرية الناس أصبح يعتبر الفن الأسمى. ولم يعد الفن هو الشيء المهم الذي كان من المفترض أن يكون، بل أصبح تسلية فارغة للأشخاص العاطلين.

### الاحتراف
ويرى تولستوي أن الاحتراف المتطور للفن يعيق خلق الأعمال الجيدة.
حيث يمكن للفنان المحترف بل ويجب عليه، أن يبدع لكي يزدهر، ويصنع فنًا غير صادق وحزبي وأن يكون مصمما ليناسب أهواء الموضة أو "المستفيدين".
أما النقد الفني فهو أحد أعراض غموض الفن، لأن "الفنان، إذا كان فنانًا حقيقيًا، ينقل بعمله إلى الآخرين المشاعر التي مر بها: ما الذي يمكن تفسيره؟". علاوة على ذلك فإن النقد يميل إلى المساهمة في تبجيل "السلطات" مثل شكسبير ودانتي. من خلال المقارنة المستمرة غير المواتية، حيث ينحصر الفنان الشاب في تقليد أعمال العظماء، ويقال إن جميعها فن حقيقي. باختصار يقلد الفنانون الجدد الكلاسيكيات، ويضعون مشاعرهم جانبًا، وهو ما يتعارض مع وجهة نظر الفن، وفقًا لتولستوي.
تعلم مدارس الفنون الناس كيفية تقليد أسلوب الأساتذة، ولكنها لا تستطيع تعليم صدق العاطفة التي هي الدافع للأعمال العظيمة.
على حد تعبير تولستوي، "لا يمكن للمدرسة أن تستدعي المشاعر لدى الرجل، ولا يمكنها أيضًا تعليم الرجل ما هو جوهر الفن والذي هو: إظهار الشعور بطريقته الخاصة".

## العواقب
1. "إنه هدر هائل لجهد العمال"، مع قضاء الأفراد الكثير من الوقت في التفكير وإنشاء فن سيئ لدرجة أنهم يصبحون "غير قادرين على أي شيء ضروري حقًا يفيد الناس"[52]
2. الحجم الفني المنتج يقدم "التسلية التي تحول أعين هؤلاء الناس عن لا معنى لحياتهم وتنقذهم من الملل الذي يضطهدهم"، فهي تمكنهم من "الاستمرار في العيش دون أن يلاحظوا عدم معنى حياتهم وقسوتها" [53]
3. ارتباك وانحراف القيم. حيث يصبح من الطبيعي عدم عبادة الشخصيات الدينية العظيمة، بل الأشخاص الذين يكتبون قصائد غير مفهومة[54]
4. عبادة الجمال تُبرر تجاهل الأخلاق كمعيار لتقييم المنتجات الثقافية[27]
5. الفن الحديث "يفسد الناس مباشرة" عن طريق عدوى مشاعر الخرافة والوطنية والشهوانية[55]

## نقد مشاهير الفنانين
يُظهر تولستوي في جميع أنحاء الكتاب استعداده لرفض الأساتذة المقبولين عمومًا، ومن بينهم "ليزت"، و"ريتشارد شتراوس"، و"نيتشه"، و"أوسكار وايلد". كما يصنف أعماله الخاصة على أنها "فن سيء"، باستثناء القصص القصيرة فقط مثل "الله يرى الحقيقة" و"سجين القوقاز".
وهو يحاول تبرير هذه الاستنتاجات من خلال الإشارة إلى الفوضى الظاهرية للتحليل الجمالي السابق. حيث تتضمن النظريات عادةً اختيار الأعمال الشعبية وبناء المبادئ من هذه الأمثلة. فولكيلت على سبيل المثال، يشير إلى أنه لا يمكن الحكم على الفن بناءً على محتواه الأخلاقي لأن روميو وجولييت لم يكن فنًا جيدًا. ويؤكد أن مثل هذا التبرير بأثر رجعي لا يمكن أن يكون أساسًا للنظرية، حيث يميل الناس إلى إنشاء فكر ذاتية لتبرير أذواقهم الخاصة.

## الاستقبال
يلاحظ جان "الاستخدام المربك للتصنيف في كثير من الأحيان" والافتقار إلى تعريف المفهوم الأساسي للعاطفة. حيث كتب بايلي أن "فعالية ما هو الفن؟" لا تكمن في ذلك. وكثيرًا من تأكيداته الإيجابية في رفضه للكثير مما كان يعتبر أمرًا مفروغًا منه في النظريات الجمالية في ذلك الوقت". وينتقد نويز تجاهل تولستوي للجمال، ولكنه يذكر أنه "على الرغم من عيوبه"، فإن "ما هو الفن؟" "قد يُعلن أنه العمل النقدي الأكثر تحفيزًا في عصرنا". ويذكر سيمونز "المقاطع الرائعة العرضية" إلى جانب "التكرار واللغة غير الملائمة والمصطلحات الفضفاضة". وقال "أيلمر مود" أنه مترجم العديد من كتابات تولستوي، حيث يسميها "على الأرجح الأكثر إتقانًا بين جميع أعمال تولستوي"، مشيرًا إلى صعوبة الموضوع ووضوحه. وللحصول على مراجعة شاملة للاستقبال في وقت النشر، انظر إلى مود 1901ب.

## الإصدارات
- تولستوي، ليو (1995 [1897]). «ما هو الفن؟» (ترجمة ريتشارد بيفير ولاريسا فولوخونسكي). في لندن: البطريق.

## الاقتباسات
1. ↑  Simmons, Ernest (1973). What is Art?, in Tolstoy. London: Routledge and Kegan Paul. p. 178.
2. ↑  Tolstoy, Leo (1995 [1897]). What is Art? (Translated by Richard Pevear and Larissa Volokhonsky). London: Penguin. pp. 3–4.
3. ↑  Tolstoy 1995 [1897], pp. 9-13.
4. ↑  Tolstoy 1995 [1897], p. 9.
5. ↑  Jahn، Gary R. (1975). "The aesthetic theory of Leo Tolstoy's What is Art?". Journal of Aesthetics and Art Criticism. ج. 34 ع. 1: 59.
6. ↑  Jahn 1975، p. 63.
7. ↑  تولستوي 1995 [1897]، الصفحات من 101 إلى 12.
8. ↑   تولستوي 1995 [1897]، ص 33-4، 137.
9. ↑  تولستوي 1995 [1897]، ص. 95، 137.
10. ↑  تولستوي 1995 [1897]، الصفحات من 197 إلى 198.
11. ↑  تولستوي 1995 [1897]، ص. 38.
12. ↑  تولستوي 1995 [1897]، ص. 41، جان 1975، ص. 60.
13. ↑  تولستوي 1995 [1897]، ص. 39.
14. ↑  تولستوي 1995 [1897]، ص. 121، 93، 99-100.
15. ↑  Tolstoy 1995 [1897]، p. 41.
16. ↑  تولستوي 1995 [1897]، الصفحات من 123 إلى 4.
17. ↑  بيفير، ريتشارد ( 1995). "مقدمة" في تولستوي، ليو (1995 [1897]). ""ما هو الفن؟"" (ترجمة ريتشارد بيفير ولاريسا فولوخونسكي). لندن: البطريق. ص، الثاني والعشرون. (ردمك 9780140446425).
18. ↑  تولستوي 1995 [1897]، ص. 130.
19. ↑  تولستوي 1995 [1897]، ص. 166.
20. ↑  Tolstoy 1995 [1897], p. 133.
21. ↑  Tolstoy 1995 [1897]، ص. 131.
22. ↑  تولستوي 1995 [1897]، ص. 134، 136، 152.
23. 1 2  Tolstoy 1995 [1897]، ص. 135.
24. 1 2   تولستوي 1995 [1897]، ص. 63.
25. ↑  تولستوي 1995 [1897]، ص. 43، 47، 63-84، 123-4.
26. ↑  Tolstoy 1995 [1897]، p. 59.
27. 1 2 3  تولستوي 1995 [1897]، ص. 144.
28. ↑  تولستوي 1995 [1897], ص. 84.
29. ↑  تولستوي 1995 [1897]، ص. 85.
30. 1 2  تولستوي 1995 [1897]، ص. 86.
31. ↑  تولستوي 1995 [1897]، ص. 88.
32. ↑  تولستوي 1995 [1897]، ص. 87.
33. ↑  Tolstoy 1995 [1897]، p. 89.
34. ↑  Tolstoy 1995 [1897]، p. 90.
35. 1 2  تولستوي 1995 [1897]، ص. 44.
36. ↑  تولستوي 1995 [1897]، ص. 45، 147.
37. ↑  تولستوي 1995 [1897]، ص. 46-8.
38. ↑  تولستوي 1995 [1897]، ص 46-50.
39. ↑  تولستوي 1995 [1897]، ص. 50.
40. ↑  تولستوي 1995 [1897]، ص. 53.
41. ↑  تولستوي 1995 [1897]، ص. 17، 30.
42. ↑  تولستوي 1995 [1897]، ص. 20-1.
43. ↑  تولستوي 1995 [1897]، ص. 23.
44. ↑  تولستوي 1995 [1897]، الصفحات من 24 إلى 5.
45. 1 2 3 4 5  تولستوي 1995 [1897]، ص. 31.
46. 1 2   تولستوي 1995 [1897]، ص. 32.
47. ↑  Tolstoy 1995 [1897]، p. 33.
48. ↑   تولستوي 1995 [1897]، ص. 94.
49. ↑  Tolstoy 1995 [1897]، p. 95.
50. ↑  تولستوي 1995 [1897]، ص. 96.
51. ↑  Tolstoy 1995 [1897], pp. 95–6, 121.
52. ↑  تولستوي 1995 [1897]، ص. 140.
53. ↑  تولستوي 1995 [1897]، ص. 141.
54. ↑  Tolstoy 1995 [1897]، p. 143.
55. ↑  تولستوي 1995 [1897]، ص. 145.
56. ↑  تولستوي 1995 [1897]، الصفحات من 197 إلى 8.
57. ↑  Tolstoy 1995 [1897]، p. 33-4.
58. ↑  Jahn 1975، p. 59.
59. ↑  Jahn 1975, pp. 61–2
60. ↑  بايلي، جون (1986 [1966]). «ما هو الفن؟» – مقتطف من «تولستوي والرواية» في بلوم، هارولد (محرر). ليو تولستوي. نيويورك: تشيلسي هاوس. ص. 147.
61. ↑  نويس 1918، ص. 326.
62. ↑  نويس 1918، ص. 340.
63. ↑  سيمونز 1973، ص. 185.
64. ↑  مود، إيلمر (1901 أ). “‘‘ما هو الفن؟‘‘ – مقدمة”، في تولستوي ومشاكله: مقالات. لندن: جرانت ريتشاردز. ص. 73.
65. ↑  مود، أيلمر (1901ب). “‘‘ما هو الفن؟‘‘ – نظرية تولستوي في الفن”، في تولستوي ومشاكله: مقالات. لندن: جرانت ريتشاردز. ص 102-127

## روابط خارجية
- Excerpts
  - What is Art? excerpts
- Complete Text Online
  - قالب:StandardEbooks
  - What is Art?, from RevoltLib.com
  - What is Art?, from Marxists.org
  - What is Art?, from TheAnarchistLibrary.org